# Cecilia Jiménez Nieto
Cecilia Jiménez Nieto (27 de julio de 1995) es una deportista española que compite en natación sincronizada.
Ganó una medalla de bronce en el Campeonato Mundial de Natación de 2019, y dos medallas en el Campeonato Europeo de Natación, plata en 2014 y bronce en 2016.

## Palmarés internacional
| Campeonato Mundial | Campeonato Mundial      | Campeonato Mundial | Campeonato Mundial |
| Año                | Lugar                   | Medalla            | Prueba             |
| ------------------ | ----------------------- | ------------------ | ------------------ |
| 2019               | Gwangju (Corea del Sur) | Medalla de bronce  | Rutina especial    |
| Campeonato Europeo |                         |                    |                    |
| Año                | Lugar                   | Medalla            | Prueba             |
| 2014               | Berlín (Alemania)       | Medalla de plata   | Combinación libre  |
| 2016               | Londres (Reino Unido)   | Medalla de bronce  | Equipo libre       |